# Hydrolea
Họ Thủy lệ (danh pháp khoa học: Hydroleaceae) là một họ thực vật hạt kín trong bộ Cà (Solanales). Họ này chứa 1 chi (Hydrolea) và khoảng 12 loài. Chi này trước đây thường được xếp trong họ Boraginaceae hay họ Hydrophyllaceae (như trong Cronquist 1981 và Takhtadjan 1997, gần đây cũng được coi như là phân họ Hydrophylloideae trong họ Boraginaceae sensu lato, nhưng Hydrolea có kiểu đính noãn trụ thay vì kiểu đính noãn vách như ở Boraginaceae.

## Miêu tả
Các loài trong chi Hydrolea là các loài cây lâu năm, chủ yếu là thân thảo, một số là thực vật đầm lầy, hiếm khi thấp dạng cây bụi nhỏ. Các lá đơn mọc thành hình chữ chi và có mép lá trơn hay khía răng cưa. Các hoa lưỡng tính, mọc đơn độc hay thành xim hoa, mẫu 4 hay 5. Các lá đài hợp tại gốc. Các cánh hoa biến dạng hình chuông thường màu xanh lam hoặc trắng, hiếm khi tía. Năm nhị mọc thành vòng. Hai (hiếm khi ba) lá noãn trong một bầu nhụy thượng. Sự thụ phấn được thực hiện chủ yếu bởi các loài ong (Hymenoptera). Quả là dạng quả nang, thường chứa nhiều (10 tới 50) hạt.

## Các loài
Họ này thường được ghi nhận là chứa 11-20 loài cây thân thảo hay cây bụi nhỏ, phân bố rộng khắp trong khu vực nhiệt đới và ôn đới ấm ở châu Á, châu Phi và châu Mỹ.
- Hydrolea brevistyla Verdc.
- Hydrolea corymbosa J.F.Macbr. ex Ell.
- Hydrolea elatior Schott
- Hydrolea elegans A.W.Benn.
- Hydrolea floribunda Kotschy & Peyr.
- Hydrolea glabra Schumach. & Thonn.
- Hydrolea macrosepala A.W.Benn.
- Hydrolea megapotamica Spreng
- Hydrolea multiflora Mart.
- Hydrolea prostrata Exell
- Hydrolea ovata Nutt.
- Hydrolea paludosa A.W.Benn.
- Hydrolea sansibarica Gilg
- Hydrolea spinosa L.
- Hydrolea uniflora Raf.
- Hydrolea urens Ruiz & Pav.
- Hydrolea zeylanica (L.) Vahl: Loài này có ở Việt Nam với tên gọi thủy lệ, lá nước hay rau tiên.

## Hình ảnh

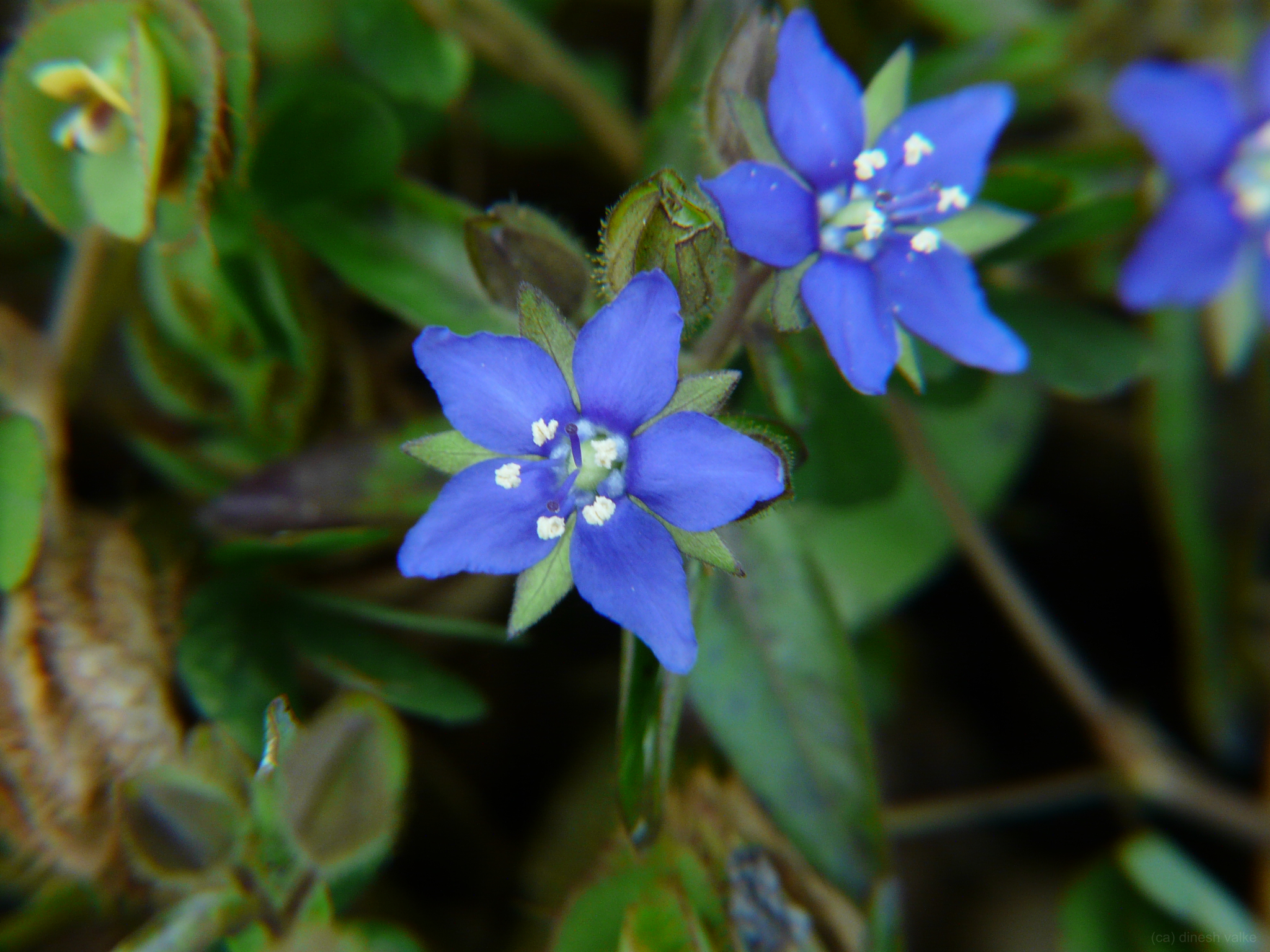
Hydrolea zeylanica
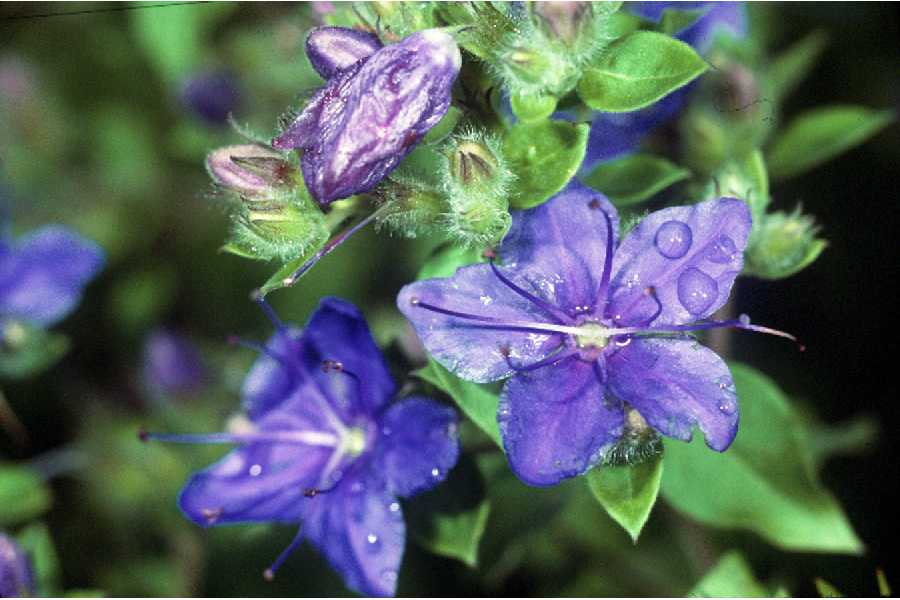
Hydrolea ovata
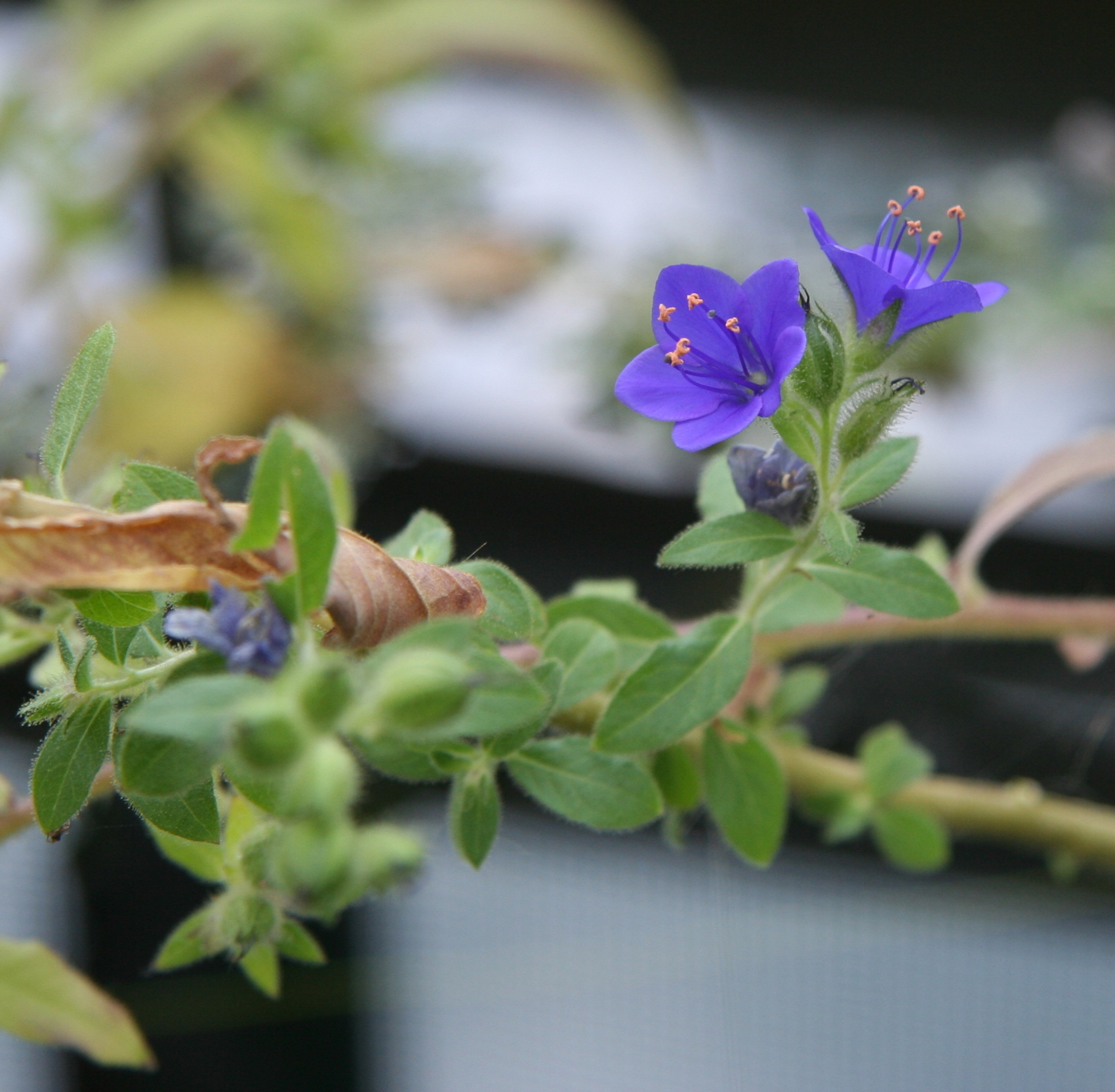
Hydrolea spinosa